# Feiertag (2019)
Feiertag (russisch Праздник) ist eine russische schwarze Komödie des Regisseurs Alexej Krassowski nach eigenem Drehbuch aus dem Jahr 2019.

## Handlung
Der Film handelt zur Zeit der Belagerung Leningrads durch die deutsche Wehrmacht und hat die Verwirrungen einer Neujahrsfeier als Thema, welche im Landhaus eines Professors vonstattengehen soll, welcher in einem Geheimlabor arbeitet. Die beiden jugendlichen Kinder des Professors bringen zur Feier „Freunde“ nach Hause, die Fremde sind, und denen ein unerwartetes Festmahl in der hungernden Stadt bevorsteht. Unterschwellig verachten sich die zwei Welten. Die im oberen Stock liegende Großmutter lässt ihren Stock donnern und spielt eine dritte Welt mit ihrem Klopfen von außen.
„In diesem Microbudget-Film ist alles grotesk übertrieben.“

## Veröffentlichung
Geplant war eine Veröffentlichung in Kinovorführungen, gefolgt von einer Gratispublikation im Internet, da das Geld für die Produktion auch durch Crowdfunding gesammelt worden war. Der Film geriet unter Beschuss durch „TV-Propagandisten, Abgeordnete und Funktionäre“ (Nowaja gaseta) und eine Veröffentlichung in Kinos schien aussichtslos; es wurde entschieden, den Film direkt auf YouTube zu veröffentlichen. Bereits vor dem Erscheinen erster Bilder erzeugte der Film einen Skandal bis hin zu Blasphemievorwürfen, die mit dem allgemein verbreiteten Mythos über die Vorgänge in der Stadt Leningrad während der Belagerung erklärbar sind.

## Rezeption
Die Nowaja gaseta schrieb: „Die Parallelen zwischen den Charakteren des Films und den derzeitigen Abgeordneten sind zu offensichtlich.“